# Протасів Яр (струмок)
Прота́сів Яр — мала річка у Києві, в місцевості Протасів яр, права притока Либеді.

## Опис
Протяжність струмка становить приблизно 1,1—1,2 кілометри. Починається на схилах Батиєвої Гори, далі протікає Протасовим Яром вздовж однойменної вулиці. Впадає у Либідь дещо південніше мосту через річку над вулицею Федорова. Повністю взятий у колектор ще наприкінці ХІХ століття, за винятком декількох метрів гирлової ділянки.